# Eufêmia
Eufêmia (português brasileiro) ou Eufémia (português europeu) (em grego:  Εὐφημία; Calcedônia, c. 288 – Calcedônia, c. 307), dita "Bem aventurada" na Igreja Ortodoxa, é uma Grande Mártir e santa que morreu por sua fé, em Calcedônia no início do século IV.

## Hagiografia
Eufêmia viveu no século III d.C. e era filha de um senador chamado Filofronos e de sua esposa, Teodósia, em Calcedônia, localizada então do outro lado do Bósforo a partir de Bizâncio (que se tornaria no futuro a cidade de Constantinopla, hoje chamada de Istambul). Desde a sua infância ela foi consagrada à virgindade.
O governador da Calcedônia, Prisco, emitiu um decreto obrigando que todos os habitantes da cidade tomassem parte dos sacrifícios ao deus romano Marte. Eufêmia foi descoberta escondida juntamente com outros cristãos numa casa, rezando para o Deus cristão em clara desobediência às ordens do governador. Por conta de sua recusa em se submeter aos sacrifícios, eles foram torturados por vários dias e então entregues ao imperador. Eufêmia, a mais jovem entre eles, foi separada de suas companheiras e submetida a tormentos particularmente duros, incluindo a roda, na esperança de quebrar seu espírito. Acredita-se que ela tenha finalmente morrido num ataque de um urso selvagem na arena, por ordem de Diocleciano.
Eventualmente, uma catedral foi construída em Calcedônia sob seu túmulo.

## Milagre durante o Concílio de Calcedônia
O concílio de Calcedônia foi o quarto concílio ecumênico da Igreja cristã e ocorreu cento e cinquenta anos depois da morte de Eufêmia, em 451. Ele repudiou a doutrina eutiquiana do monofisismo, propondo o credo calcedoniano, que deixava clara a "completa humanidade e a completa divindade" de Jesus Cristo, a segunda pessoa da Santíssima Trindade no cristianismo.
O concílio se reuniu na catedral que fora consagrada em nome de Eufêmia. Presentes ao concílio estavam 630 representantes de todas as igrejas cristãs locais. Tanto os monofisistas quanto os ortodoxos estavam bem representados no concílio, o que explica as reuniões calorosas e a falta de um consenso. O Patriarca de Constantinopla, Anatólio sugeriu que o concílio submetesse então a decisão ao Espírito Santo, agindo pela intervenção de Santa Eufêmia.
Ambos os partidos contendores escreveram suas respectivas confissões de fé e as colocaram na tumba da santa, que foi selada na presença do imperador Marciano (e.  450–457), que colocou o selo imperial no lacre e colocou uma guarda de vigia por três dias. Durante este período, ambos os lados jejuaram e rezaram. Findo o período, a tumba foi aberta e o rolo com a confissão ortodoxa foi encontrado na mão direita da santa enquanto que o dos monofisistas estavam aos pés dela.

Santa Eufêmia.
Por Mantegna, no Museo e Gallerie Nazionali di Capodimonte, em Nápolis

Este milagre foi atestado por uma carta enviada pelo concílio ao Papa Leão I:
| “ | Pois foi Deus que agiu e a triunfante Eufêmia que corou a reunião como se fora uma noiva que, tomando a nossa definição da Fé como sua própria confissão, entregou-a ao seu Noivo pelas mãos do nosso muito religioso imperador e sua imperatriz, que ama Cristo, acalmando todo o tumulto dos oponentes e estabelecendo a nossa confissão da Verdade como aceitável para Ele, e com mão e língua juntando o selo dela aos nossos votos em proclamação do dito credo. | ” |
|   | — Carta do Concílio de Calcedônia a Leão (carta 98). |   |

## Relíquias
Quando a perseguição de Diocleciano terminou, os cristãos colocaram as relíquias de Santa Eufêmia num sarcófago de ouro numa igreja dedicada a ela. Suas relíquias passaram então a atrair multidões de peregrinos pelos séculos seguintes.
Por volta do ano 620, logo após a conquista de Calcedônia pelos persas sob Cosroes II no ano de 617, as relíquias de Santa Eufêmia foram transferidas para uma Igreja de Santa Eufêmia na capital imperial. Lá, durante as perseguições dos iconoclastas, seu relicário foi atirado ao mar, de onde foi resgatado por dois irmãos, Sérgio e Sergonos, que pertenciam ao partido ortodoxo (não iconoclasta). Eles o entregaram ao bispo, que o escondeu numa cripta secreta. As relíquias foram depois levadas para a ilha de Lemnos e, em 796, elas retornaram para Constantinopla. A Igreja Ortodoxa crê que elas ainda estejam na sede do Patriarcado Ecumênico de Constantinopla, na Igreja de São Jorge, em Istambul.

## Locais de culto à Santa Mártir em Portugal
- Vila Franca, freguesia de Arazede, concelho de Montemor-o-Velho, tem uma capela e a celebração é em Setembro.
- Celorico da Beira, Guarda onde se realiza a feira e romaria junto a ermida, com celebração a 16 de Setembro
- Penedono (distrito de Viseu).
- Quadrazais, concelho do Sabugal. No dia 15 de Setembro realiza-se a procissão das velas de transladação da imagem de Santa Eufêmia, da Capela para a Igreja Matriz. No dia 16 de Setembro a imagem regressa à Capela onde é realizada uma missa campal.[4]
- Vilar de Ordem, freguesia de Povolide, concelho de Viseu, realiza-se uma festa em Sua honra no fim de semana seguinte ao dia 16 de Setembro.
- Roriz, na freguesia de Pindo, concelho de Penalva do Castelo (Viseu)
- Lavandeira de Ansiães no concelho de Carrazeda de Ansiães, do distrito de Bragança, a 16 de Setembro realiza-se uma romaria em Sua Honra.
- Serra da Moita, freguesia de Mouronho, concelho de Tábua, no distrito de Coimbra, nos dias 7 e 8 de Setembro realiza-se uma romaria em sua honra.
- Póvoa de Midões, concelho de Tábua, distrito de Coimbra, no dia 16 de setembro aqui se realizam os festejos religiosos.
- Óvoa, concelho de Santa Comba Dão, distrito de Viseu.
- Pinheiros, concelho de Tabuaço, distrito de Viseu, 16 de Setembro[5]
- Figueiró da Serra, Concelho de Gouveia, distrito da Guarda, 15 e 16 de Setembro é realizada uma romaria, bicentenária.
- Lagarinhos, concelho de Gouveia, distrito da Guarda, 15 e 16 de Setembro.
- Melo, concelho de Gouveia, distrito da Guarda, tem uma ermida a nascente da povoação, com celebração a 16 de Setembro.
- Lajes, aldeia da freguesia de Mioma, concelho de Sátão. Embora a data oficial seja em 16 de Setembro, e nesse dia continue a haver uma celebração, desde há alguns anos que a festa de Santa Eufémia passou a realizar-se num dos últimos domingos de Agosto. Tal mudança de data prende-se com o facto de a aldeia receber em Agosto a visita de muitos filhos da terra residentes do estrangeiro e não os querer privar da comemoração da sua padroeira. Os festejos começam na sexta feira anterior, prolongam-se pelo sábado e têm o seu auge no domingo. Para além das comemorações religiosas, as festividades incluem provas desportivas e convívios populares.

- Rio de Moinhos, Abrantes, Santa Eufémia é a Padroeira e venera-se no primeiro Domingo de Setembro.
- Felgueiras, concelho de Torre de Moncorvo, onde a Santa é Padroeira tendo a si uma igreja dedicada e é anualmente celebrada a Festa de Santa Eufémia, no primeiro fim-de-semana de Setembro.
- Coz, freguesia do concelho de Alcobaça, distrito de Leiria, Patriarcado de Lisboa, de cuja paróquia é o orago.
- Freineda, aldeia do concelho de Almeida, distrito da Guarda, tem uma Ermida onde se celebra a festa de Santa Eufêmia de 14 a 16 de setembro.
- Cepões, concelho de Viseu, onde possui uma capela situada no topo da Lage Gorda, considerada o maior afloramento granítico da Península Ibérica.[6]
- Aldeia de Lisei, Freguesia de Trancoselos, Concelho de Penalva do Castelo[7]
- Alvarelhos, Trofa - Serra de Alvarelhos, denominada há já vários séculos "Monte de Santa Eufémia". Festa no terceiro domingo de Setembro.